# Lars-Åke Schneider
Lars-Åke Schneider, född 10 juli 1955 i Stockholm, är en svensk schackspelare.
Han var Sverigemästare 1979, 1982, 1983 och 1986. Vann som junior silver i junior-VM. Erhöll titeln Internationell Mästare 1976. Han tilldelades priset Schackgideon 1986.
På senare år arbetar han som matte och fysiklärare på gymnasieskolor.